# Подлясово
Подлясово (мокш. Польдяз) — село в Зубово-Полянском районе Мордовии, Россия. Входит в состав Анаевского сельского поселения.

## География
Расположено вдоль берега реки Вад, в 18 км от трассы М5, в 45 км от районного центра и 22 км от железнодорожной станции Вад. Село включает в себя две улицы: Центральную и Советскую, несколько безымянных переулков.

## История
Название-антропоним: от дохристианского мордовского имени Полдась (Польдяс). В архивных документах (1681) упоминается мордвин П. А. Подлясов, служивший на юго-восточной границе Российского государства.
В «Списке населённых мест Тамбовской губернии» (1866) Подлясово — деревня казённая из 134 дворов (914 чел.) Спасского уезда; имелась мельница. В 1931 году в Подлясове было 238 дворов (2143 чел.). В 1930 году был создан колхоз «13-й Октябрь», с 1994 . — ТОО «Подлясовское», в 1997 году было объединено с ТОО «Вадово-Селищинское». На 1 января 2019 года насчитывало 46 дворов.
В 2010 году село сильно пострадало в результате лесных пожаров, частично было восстановлено по программе помощи Президента РФ (процесс восстановления можно было наблюдать в режиме онлайн). В результате пожара была утрачена деревянная сельская церковь, выстроенная крестьянами в 1889 году. Церковь имела три престола: главный был освящен в честь Покрова Пресвятой Богородицы, придельные — в честь Пресвятой Троицы и во имя святителя Николая, архиепископа Мирликийского. До 1900 года храм состоял в приписи, затем подлясовский приход получил автономность. В советское время храм был разорен, население значительно уменьшилось. Приход не восстановлен, после пожара на его месте установлен памятный крест.
На территории села присутствует воинское захоронение, установлен памятник.

## Население
| 2002 | 2010 | 2012 |
| ---- | ---- | ---- |
| 208  | ↘102 | ↘93  |

## Национальный состав
Согласно результатам Всероссийской переписи населения 2002 года, в национальной структуре населения мордва-мокша составляли 98 %.